# Ручни бацач M57
Ручни бацач М57 је бестрзајно противоклопно оруђе и служи за уништавање непријатељских тенкова и других оклопних возила, у блиској борби. Може се успјешно употријебити за уништавање непријатељских ватрених средстава и живе силе у бункерима и утврђеним зградама. 
Најбољи резултати гађања постижу се на тенкове и оклопна возила до 200 m, а на бункере и утврђене зграде до 400 m. Брзина гађања је око 4 мине у минуту, а почетна брзина износи око 146 м/сек. Нишанска даљина ручног бацача је 400 m, а крајњи домет мине је 1 300 m. 

## Опис ручног бацача
Ручни бацач има сљедеће дијелове: цијев, ослонац за раме, механизам за окидање, ножице, нишан, мина и ремник. Цијев је на средини гдје се врши опаљење барутног пуњења, ојачана док су крајеви тањи. Механизам за окидање је тако конструисан да је стално у запетом стању, те за окидање не треба вршити посебно запињање.  Рукохват са обарачом служи за спајање свих дијелова механизма за окидање. Ножице су ослонац ручном бацачу при гађању. Испуст прстена ограничава окретање ножице око цијеви, а зглобник ограничава хоризонтално помјерање цијеви и преклапање ножице. Нишан је преклапајући, а у исправљеном као и преклопљеном положају држи се помоћу опруге.  На њему су четири хоризонталне површине са зарезима за нишањење на даљинама 100, 200, 300 и 400 метара, ради чега су обиљежене бројевима 1, 2, 3 и 4. Средњи зарез на свакој хоризонталној површини обиљежен је бијелом цртицом и служи за нишањење на циљеве код којих не треба заузимати претицање, док остали зарези служе за циљеве код којих треба заузимати претицање. Сваки ручни бацач има свој РАП (резервни алат и прибор). 

## Расклапање и склапање ручног бацача
Расклапање и склапање ручног бацача може да потпуно и непотпуно. Ручни бацач се расклапа ради чишћења, подмазивања, прегледа и обуке. Пречеста расклапања су штетна, јер убрзавају хабање дијелова. Непотпуно расклапање обухвата одвајање механизма за окидање цијеви, а потпуно поред тога и расклапање ударног механизма. Послужиоци ручног бацача врше само непотпуно расклапање, а потпуно по дозволи и под личном контролом старјешине.

## Муниција
За дејство из ручног бацача употребљава се кумулативна М57, а за извођење обуке вјежбовна мина.  Упаљач је ударно-тренутног дејства. Прије гађања није потребно вршити никакво подешавање упаљача. При извлачењу стабилизатора у цијев ручног бацача крилца се руком преклапају, а при изласку стабилизатора из цијеви крилца се шире у страну помоћу опруге. У носачу каписле смјештене су две иницијалне каписле и иницијално пуњење, а у средини носача је кружни отвор кроз који пролази пламен иницијалног пуњења. Барутно пуњење је од малодимног, а припала од црног барута. Вјежбовна М59 мина за ручни бацач служи за извршење школских гађања помоћу специјалног пројектила, на даљинама до 200 m.  При опаљењу пројектила, мина са механизмом за опаљење остаје непокретна, тако да се може поново употријебити. Муницијски сандуци за кумулативне мине подешени су за пољски, односно брдски транспорт. У њима се пакују по четири мине и по четири барутна пуњења. Барутна пуњења се пакују у посебне лимене кутије. 

## Чување и одржавање ручног бацача
Ручни бацач се мора брижљиво чувати од атмосферских падавина, блата, пијеска и прашине, а нарочито нишан и механизам за окидање.  У касарни се бацач чува у шошкама, подмазан, чист, празан са чистилицом у цијеви и навученом платненом навлаком. У борби ручни бацач се може носити у десној руци у хоризонталном положају, држећи га за цијев испред механизма за окидање. На одмору ручни бацач се поставља на ножице. Муниција се чува у оригиналном паковању све док је то могуће, а распакивање се врши непосредно пред употребу. Муницију треба заштити од прљавштине (пијеска, блата, прашине), а нарочито стабилизатор, носач каписли и барутно пуњење. Нечистоћа и старо мазиво скида се кучином или памучним крпама, које се по потреби могу натопити аскеролом. Зарђали или прљави дијелови се не смију чистити пијеском или другим непрописаним средствима. 